# Singapores Grand Prix 2010
Singapores Grand Prix 2010, officiellt 2010 Formula 1 SingTel Singapore Grand Prix, var en Formel 1-tävling som hölls den 26 september 2010 på Marina Bay Street Circuit i Singapore. Det var den femtonde tävlingen av Formel 1-säsongen 2010 och kördes över 61 varv. Vinnare av loppet blev Fernando Alonso för Ferrari, tvåa blev Sebastian Vettel för Red Bull och trea blev Mark Webber, även han för Red Bull.

## Kvalet
| KR. | Nr | Förare             | Konstruktör              | Q1         | Q2       | Q3       | Grid |
| --- | -- | ------------------ | ------------------------ | ---------- | -------- | -------- | ---- |
| 1   | 8  | Fernando Alonso    | Ferrari                  | 1.46,541   | 1.45,809 | 1.45,390 | 1    |
| 2   | 5  | Sebastian Vettel   | Red Bull-Renault         | 1.46,960   | 1.45,561 | 1.45,457 | 2    |
| 3   | 2  | Lewis Hamilton     | McLaren-Mercedes         | 1.48,296   | 1.46,042 | 1.45,571 | 3    |
| 4   | 1  | Jenson Button      | McLaren-Mercedes         | 1.48,032   | 1.46,490 | 1.45,944 | 4    |
| 5   | 6  | Mark Webber        | Red Bull-Renault         | 1.47,088   | 1.46,908 | 1.45,977 | 5    |
| 6   | 9  | Rubens Barrichello | Williams-Cosworth        | 1.48,183   | 1.47,019 | 1.46,236 | 6    |
| 7   | 4  | Nico Rosberg       | Mercedes                 | 1.48,554   | 1.46,783 | 1.46,443 | 7    |
| 8   | 11 | Robert Kubica      | Renault                  | 1.47,657   | 1.46,949 | 1.46,593 | 8    |
| 9   | 3  | Michael Schumacher | Mercedes                 | 1.48,425   | 1.47,160 | 1.46,702 | 9    |
| 10  | 23 | Kamui Kobayashi    | Sauber-Ferrari           | 1.48,908   | 1.47,559 | 1.47,884 | 10   |
| 11  | 17 | Jaime Alguersuari  | Toro Rosso-Ferrari       | 1.48,127   | 1.47,666 |          | PL1  |
| 12  | 10 | Nico Hülkenberg    | Williams-Cosworth        | 1.47,984   | 1.47,674 |          | 172  |
| 13  | 12 | Vitalij Petrov     | Renault                  | 1.48,906   | 1.48,165 |          | 12   |
| 14  | 16 | Sébastien Buemi    | Toro Rosso-Ferrari       | 1.49,063   | 1.48,502 |          | 13   |
| 15  | 22 | Nick Heidfeld      | Sauber-Ferrari           | 1.48,696   | 1.48,557 |          | 14   |
| 16  | 14 | Adrian Sutil       | Force India-Mercedes     | 1.48,496   | 1.48,899 |          | 15   |
| 17  | 15 | Vitantonio Liuzzi  | Force India-Mercedes     | 1.48,988   | 1.48,961 |          | 16   |
| 18  | 24 | Timo Glock         | Virgin-Cosworth          | 1.50,721   |          |          | 18   |
| 19  | 19 | Heikki Kovalainen  | Lotus-Cosworth           | 1.50,915   |          |          | 19   |
| 20  | 25 | Lucas di Grassi    | Virgin-Cosworth          | 1.51,107   |          |          | 20   |
| 21  | 18 | Jarno Trulli       | Lotus-Cosworth           | 1.51,641   |          |          | 21   |
| 22  | 20 | Christian Klien    | Hispania Racing-Cosworth | 1.52,964   |          |          | 22   |
| 23  | 21 | Bruno Senna        | Hispania Racing-Cosworth | 1.54,174   |          |          | 23   |
| 24  | 7  | Felipe Massa       | Ferrari                  | Ingen tid3 |          |          | 244  |

| Vidare från första kvalrundan ▬▬ Vidare från andra kvalrundan ▬▬ |

Noteringar:
- ^1  — Jaime Alguersuari startade från pit lane.
- ^2  — Nico Hülkenberg fick fem platsers nedflyttning för ett otillåtet växellådsbyte efter loppet i Monza.
- ^3  — Felipe Massa misslyckades med att sätta en kvaltid i Q1.
- ^4  — Ferrari bytte ut Massas växellåda och motor – hans nionde för säsongen – efter stoppet i Q1. Massa kunde inte få något straff då han redan hade misslyckats med att få en kvaltid.[1]

## Loppet
| Pos. | Nr | Förare             | Konstruktör          | Varv | Tid         | Grid | P  |
| ---- | -- | ------------------ | -------------------- | ---- | ----------- | ---- | -- |
| 1    | 8  | Fernando Alonso    | Ferrari              | 61   | 1:57.53,579 | 1    | 25 |
| 2    | 5  | Sebastian Vettel   | Red Bull-Renault     | 61   | +0,293      | 2    | 18 |
| 3    | 6  | Mark Webber        | Red Bull-Renault     | 61   | +29,141     | 5    | 15 |
| 4    | 1  | Jenson Button      | McLaren-Mercedes     | 61   | +30,384     | 4    | 12 |
| 5    | 4  | Nico Rosberg       | Mercedes             | 61   | +49,394     | 7    | 10 |
| 6    | 9  | Rubens Barrichello | Williams-Cosworth    | 61   | +56,101     | 6    | 8  |
| 7    | 11 | Robert Kubica      | Renault              | 61   | +1.26,559   | 8    | 6  |
| 8    | 7  | Felipe Massa       | Ferrari              | 61   | +1.53,297   | 24   | 4  |
| 9    | 14 | Adrian Sutil       | Force India-Mercedes | 61   | +2.12,4161  | 15   | 2  |
| 10   | 10 | Nico Hülkenberg    | Williams-Cosworth    | 61   | +2.12,7912  | 17   | 1  |
| 11   | 12 | Vitalij Petrov     | Renault              | 60   | +1 varv     | 12   |    |
| 12   | 17 | Jaime Alguersuari  | Toro Rosso-Ferrari   | 60   | +1 varv     | 11   |    |
| 13   | 3  | Michael Schumacher | Mercedes             | 60   | +1 varv     | 9    |    |
| 14   | 16 | Sébastien Buemi    | Toro Rosso-Ferrari   | 60   | +1 varv     | 13   |    |
| 15   | 25 | Lucas di Grassi    | Virgin-Cosworth      | 59   | +2 varv     | 20   |    |
| 16   | 19 | Heikki Kovalainen  | Lotus-Cosworth       | 58   | Brand       | 19   |    |
| Ret  | 24 | Timo Glock         | Virgin-Cosworth      | 49   | Hydraulik   | 18   |    |
| Ret  | 22 | Nick Heidfeld      | Sauber-Ferrari       | 36   | Kollision   | 14   |    |
| Ret  | 2  | Lewis Hamilton     | McLaren-Mercedes     | 35   | Kollision   | 3    |    |
| Ret  | 20 | Christian Klien    | HRT-Cosworth         | 31   | Hydraulik   | 22   |    |
| Ret  | 23 | Kamui Kobayashi    | Sauber-Ferrari       | 30   | Krock       | 10   |    |
| Ret  | 21 | Bruno Senna        | HRT-Cosworth         | 29   | Krock       | 23   |    |
| Ret  | 18 | Jarno Trulli       | Lotus-Cosworth       | 27   | Hydraulik   | 21   |    |
| Ret  | 15 | Vitantonio Liuzzi  | Force India-Mercedes | 1    | Kollision   | 16   |    |

| Förare och stall som tog poäng ▬▬ |

Noteringar:
- ^1  — Adrian Sutil blev straffad med 20 sekunders tillägg efter loppet, för att ha tagit en fördelaktig position på sjunde svängen i första varvet.[2]
- ^2  — Efter en protest från stallet Force India, fick Nico Hülkenberg 20 sekunder tillägg för att ha tagit en fördelaktig position.[3]

## Ställning efter loppet
| Pos. | Förare           | Poäng |
| ---- | ---------------- | ----- |
| 1    | Mark Webber      | 202   |
| 2    | Fernando Alonso  | 191   |
| 3    | Lewis Hamilton   | 182   |
| 4    | Sebastian Vettel | 181   |
| 5    | Jenson Button    | 177   |

| Pos. | Konstruktör      | Poäng |
| ---- | ---------------- | ----- |
| 1    | Red Bull-Renault | 383   |
| 2    | McLaren-Mercedes | 359   |
| 3    | Ferrari          | 319   |
| 4    | Mercedes         | 168   |
| 5    | Renault          | 133   |

- Notering: Endast de fem bästa placeringarna i vardera mästerskap finns med på listorna.